# فورکان سویالپ
فورکان سویالپ (انگلیسی: Furkan Soyalp؛ زادهٔ ۱۲ ژوئن ۱۹۹۵) بازیکن فوتبال اهل ترکیه است.
از باشگاه‌هایی که در آن بازی کرده‌است می‌توان به باشگاه فوتبال باندرماسپور و باشگاه فوتبال بورسااسپور اشاره کرد.
وی همچنین در تیم‌های ملی فوتبال جوانان ترکیه، Turkey national under-17 football team، و جوانان ترکیه بازی کرده‌است.